# Augusto La Torre
Augusto La Torre (Mondragone, 1º dicembre 1962) è un collaboratore di giustizia italiano.
Fino al suo arresto e al successivo pentimento nel gennaio 2003 che ha portato all'arresto dei suoi stessi affiliati, La Torre era il capo dell'omonimo gruppo (dapprima satellite, poi rivale del clan dei Casalesi) che operava nel comune di Mondragone con propaggini ad Aberdeen, in Gran Bretagna, e nei Paesi Bassi. In carcere, nel 2010, si è laureato in Scienze e Tecniche Psicologiche e nel 2013 ha conseguito la laurea in Scienze Criminologiche per l'investigazione e la sicurezza. Nel 2016 ha conseguito il Master post laurea in Criminologia Critica. Attualmente è iscritto al Corso di Laurea in Sociologia Giuridica, della Devianza e del mutamento sociale.

## Biografia criminale
Augusto La Torre è figlio di Tiberio La Torre e Paolina Gravano, suo fratello è Antonio La Torre. In giovane età, Augusto subentrò al comando del gruppo.
Nel corso degli anni, La Torre si è occupato di estorsioni, controllo di varie attività economiche e contratti. L'egemonia del suo gruppo era radicata prevalentemente a Mondragone. 
Uno dei punti di forza dell'organizzazione furono le alleanze con i politici locali, infatti Mondragone fu il primo comune ad essere sciolto a causa dell'infiltrazione della Camorra negli anni 1990.
La Torre era sospettato di aver il suo tesoretto nelle banche olandesi.
La sua organizzazione era anche nota per riciclare denaro in Costa d'Avorio con l'aiuto dell'ex cancelliere salernitano, Cesare Salomone.
Nell'ottobre 2019, La Torre è stato condannato all'ergastolo. Fu dichiarato colpevole di essere l'istigatore e l'esecutore del massacro di Pescopagano del 24 aprile 1990. Secondo la ricostruzione delle indagini, il massacro è avvenuto perché La Torre voleva "ripulire" l'area di Pescopagano dagli spacciatori africani. Il 15 dicembre 2020 la pena viene ridotta a 20 anni dalla Corte d'appello di Napoli.

## Vita privata
Augusto La Torre ha un figlio, Francesco Tiberio. In un'intervista del 2017, Francesco ha dichiarato di aver scoperto il "lavoro" di suo padre sui giornali quando aveva 7 anni ed è scoppiato a piangere. Ha anche spiegato com'è stato crescere a Mondragone quando il clan La Torre era ancora attivo, dicendo che “sentivi la camorra nell’aria. Sentivi proprio l’odore. Adesso non lo senti nemmeno se ti metti a cercarlo.”
Durante gli anni del carcere, La Torre scrive libri, poesie, canzoni, pratica Yoga e dipinge. .